# Cho Yong-chul
Cho Yong-chul (né le 7 mai 1961) est un judoka sud-coréen. Il participe aux Jeux olympiques d'été de 1984 et aux Jeux olympiques d'été de 1988 dans la catégorie des poids lourds et il remporte à ces deux occasions la médaille de bronze. Aux Championnats du monde de 1985, il devient champion du monde de sa catégorie.

## Palmarès

### Jeux olympiques
- Jeux olympiques de 1984 à Los Angeles,  États-Unis
  -  Médaille de bronze
- Jeux olympiques de 1988 à Séoul,  Corée du Sud
  -  Médaille de bronze

### Championnats du monde
- 1985 :  Médaille d'or